# O-bi, o-ba – slutet på civilisationen
O-bi, o-ba – slutet på civilisationen (polska: O-bi, o-ba. Koniec cywilizacji) är en polsk science fiction-film från 1985 i regi av Piotr Szulkin, med Jerzy Stuhr och Krystyna Janda i huvudrollerna. Den utspelar sig i ett underjordiskt skyddsvalv dit civilisationen har flytt efter ett kärnvapensanfall. Huvudpersonen är en man som arbetar med att hålla de boendes moral uppe genom att tala om en mystisk farkost, kallad Arken, som snart ska rädda dem från det sönderfallande valvet. Filmen släpptes i Polen 28 januari 1985. Den visades vid polska filmfestivalen i Gdynia, där Andrzej Kowalczyk fick priset för bästa scenografi.

## Medverkande
- Jerzy Stuhr som Soft
- Krystyna Janda som Gea
- Leon Niemczyk som välhållen man
- Jan Nowicki som ingenjör
- Marek Walczewski som Softs chef
- Krzysztof Majchrzak som mannen i frysen
- Mariusz Dmochowski som miljonären
- Kalina Jędrusik som miljonärens fru
- Henryk Bista som tjockis
- Adam Ferency som ledsen man
- Stanisław Igar som hantverkare
- Mariusz Benoit som läkare
- Marcin Troński som spekulant